# Jüdischer Friedhof (Heessen)
Der Jüdische Friedhof Heessen befindet sich in Heessen, einem Ortsteil der nordrhein-westfälischen Stadt Hamm. Er liegt an der Kleistraße hinter hohem Gebüsch und Bäumen.

## Geschichte
Erste Erwähnung fand dieser Friedhof in der Urkarte aus dem Jahr 1829. Dort ist er als 81 m² großer Begräbnisplatz im Flurstück 157 eingetragen. Er ist jedoch weitaus älter. Die erste aktenkundige Beerdigung fand im Mai 1822 statt. Es war der am 9. März 1822 geborene und am 30. April 1822 gestorbene Leeser Isaac. In den Sterberegister sind Bestattungen für die Jahre 1828 und 1838 zu finden.
Schon 1859 gab es erste Schändungen. Am 25. April 1859 ließ der Amtman W. Freiherr von Böselager verkünden, dass Personen, die sich an der Einfriedung des jüdischen Kirchhofes zu schaffen machten, mit strengsten Bestrafungen zu rechnen hätten.
1867 gehörte das Gelände der jüdischen Gemeinde. Im Jahre 1902 erfolgte ein weiterer Besitzerwechsel. Isaac Blumenthal überschrieb das Gelände seinem Sohn Abraham.
Die letzte Beerdigung fand im Jahre 1883 statt. Es handelte sich um die Bestattung der 52-jährigen Julie Blumenthal. In der Folgezeit wurde der Friedhof aufgelassen. Die jüdische Gemeinde bestattete fortan ihre Verstorbenen auf dem Friedhof in der Ostenallee.
1944 wurde dieser Friedhof bei einem Bombenangriff total zerstört. Nur ein Bombentrichter und eine alte Eiche erinnern an diesen Friedhof. 
Bis 1956 erschien das Grundstück noch in den Katasterkarten. 1985 wurde das Gelände überbaut.